# Conus adenensis
Espèce
Conus adenensis est une espèce de mollusques gastéropodes marins de la famille des Conidae.
Comme toutes les espèces du genre Conus, ces escargots sont prédateurs et venimeux. Ils sont capables de « piquer » les humains et doivent donc être manipulés avec précaution, voire pas du tout.

## Taxonomie

### Publication originale
L'espèce Conus adenensis a été décrite pour la première fois en 1891 par le zoologiste britannique Edgar Albert Smith dans « Proceedings of the Zoological Society of London. »,.

### Synonymes
- Conus (Phasmoconus) adenensis E. A. Smith, 1891 · appellation alternative
- Leptoconus inscriptus adenensis (E. A. Smith, 1891) · non accepté
- Phasmoconus (Graphiconus) adenensis (E. A. Smith, 1891) · non accepté
- Phasmoconus (Phasmoconus) adenensis (E. A. Smith, 1891) · non accepté